# Vanguardismo iberoamericano
El vanguardismo iberoamericano corresponde al período de vanguardismo literario vivido esencialmente en Iberoamérica entre fines del siglo xix y la primera mitad del siglo xx, como respuesta artística a un período de importantes cambios sociales, enmarcados por eventos como la Primera Guerra Mundial (1914-1918), la guerra civil española (1936-1939) y la Segunda Guerra Mundial (1939-1945). Se desarrolló fuertemente sobre todo a comienzos del siglo xx.
Este período también es considerado como el posmodernismo iberoamericano, debido a que surgió como respuesta al modernismo hasta entonces imperante. Aunque para otros autores, la estética vanguardista pueda también conectarse con la innovadora obra de modernistas como José Asunción Silva, Manuel Díaz Rodríguez o Rubén Darío. A este período artístico pertenecen diversas corrientes poéticas, entre las que destacan el creacionismo del chileno Vicente Huidobro, el estridentismo del mexicano Manuel Maples Arce, el ultraísmo del argentino Jorge Luis Borges, el nadaísmo del colombiano Gonzalo Arango, los microgramas de Carrera Andrade, las greguerías de Gómez de la Serna y las distintas formas de teatro vanguardista.

## Historia y definición

### Historia

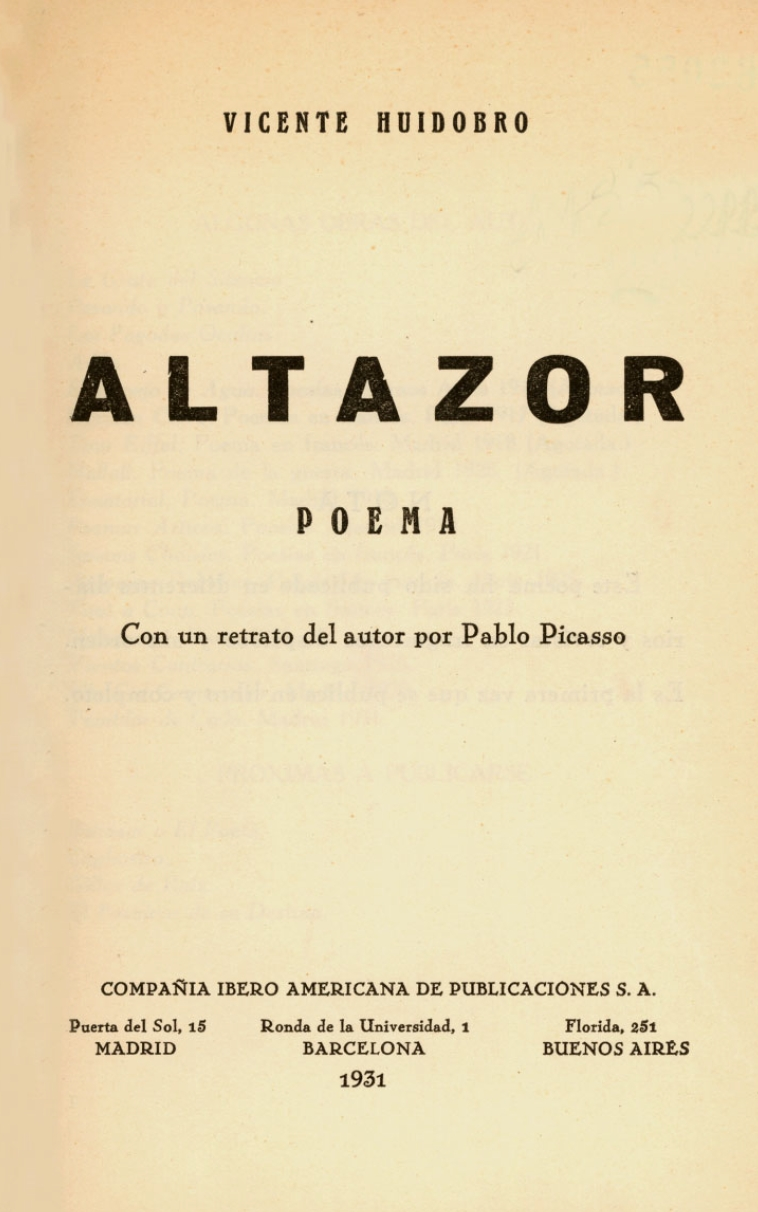
Altazor: poema de Vicente Huidobro

El panorama de la vanguardia literaria en iberoamérica durante el siglo XX se caracterizó por la creatividad y la búsqueda de lenguajes propios que, si bien dialogaban con las corrientes europeas, se arraigaron en las particularidades culturales y sociales del continente. Durante el siglo XX, la vanguardia literaria en Iberoamérica se distinguió por una explosión de creatividad y la búsqueda de voces propias, abarcando movimientos como el Creacionismo, el Ultraísmo, el Estridentismo, el Nadaísmo y el Modernismo Brasileño, además de explorar géneros como la Greguería y el Micrograma, y fusionar la poesía con las artes visuales en los Caligramas y el Poema en Prosa, al tiempo que impulsaba el Teatro Experimental.

### Definición
Empezando por Ortega y Gasset quien identificó varios recursos de las vanguardias para romper con el sentimentalismo y antropocentrismo del artista del siglo xix, como son la abstracción, autorreferencialidad, puerilidad, ludismo, ironía, e incluso las tendencias suicidas. A esto se suma, Kahler quien sostiene que la vanguardia es el clima de argentina es una tendencia destructiva del modernidad, que tiende a quebrar con los principios de coherencia y organicidad que regían el arte occidental hasta el siglo xviii. Se trata entonces de una desintegración de la forma artística, como consecuencia de dos factores: un interés romántico en las «fuerzas obscuras de la psique» (que culmina en el absurdismo y el automatismo vanguardista) y la «creciente inseguridad del artista ante el lenguaje y la comunicación» (que se manifiesta en un aumento obsesivo del ejercicio metalingüísico).
Por otro lado para Renato Poggioli, el término avant-garde se comenzó a consolidar, durante la segunda mitad del siglo xix, en el momento que al artista se le comenzó a demandar una postura política activa, frecuentemente izquierdista y siempre radical, de negación o renovación del statu quo. Las vanguardistas, para el estudioso, se pueden caracterizar así por su «activismo» o entusiasmo agitador, típicamente juvenil; su «antagonismo» o agresividad sistémica; su «nihilismo» o inclinación destructiva, y su «agonismo» o predisposición para el autosacrificio, en nombre de futuros valores. En su libro Delirio americano, Carlos Granés dice que, a diferencia del resto del mundo, en el caso latinoamericano las vanguardias nacieron siendo derechistas y nacionalistas, y que en muchos casos los poetas, ensayistas y artistas plásticos estaban entusiasmados por el fascismo italiano. Dice, por ejemplo, que en el caso de Argentina, "José Félix Uriburu evocaba el mito del gaucho (ganadero aguerrido, hábil jinete, luchador anticolonial) popularizado por el poeta Leopoldo Lugones y establecía una analogía: si en el pasado los gauchos se enfrentaron a los españoles y les hicieron retroceder, ahora los militares como él se enfrentarían a la inmigración anarquista y judía que llegaba de Europa. La idea de que la revolución pudiera ser de izquierdas no llegaría hasta Castro. En realidad, su revolución ni siquiera empezó siendo de izquierdas, era una revolución nacionalista más que izquierdista." En algunos países esto se habría traducido en la búsqueda de una supuesta pureza racial o étnica, en otros simplemente sirvió como forma de justificar regímenes dictatoriales. Esto se puede observar en la veta tremendamente nacionalista del arielismo de José Enrique Rodó o del Grupo de Guayaquil, así como también en la cercanía de autores como Ramos Sucre, Pedro Emilio Coll o Uslar Pietri a la dictadura de Juan Vicente Gómez. 
De acuerdo con el crítico Miguel Gomes, posiblemente los estudiosos más importantes de la vanguardia sean Erich Kahler (autor de The Desintegration of Form in the Arts, 1968), Renato Poggioli (The Theory of the Avant-Garde, 1962) y José Ortega y Gasset (La deshumanización del arte y otros ensayos de estética, 1924-5).

## Escuelas

### Creacionismo
Promovido fundamentalmente por el poeta chileno Vicente Huidobro y el francés Pierre Reverdy este ismo postula la autonomía del poema como un ente creador de su propia realidad, en contraposición a la mera imitación del mundo exterior. Se caracteriza por la búsqueda de imágenes y metáforas inéditas que no dependan de la descripción de lo existente. También involucró además a Juan Larrea y Gerardo Diego.

### Ultraísmo

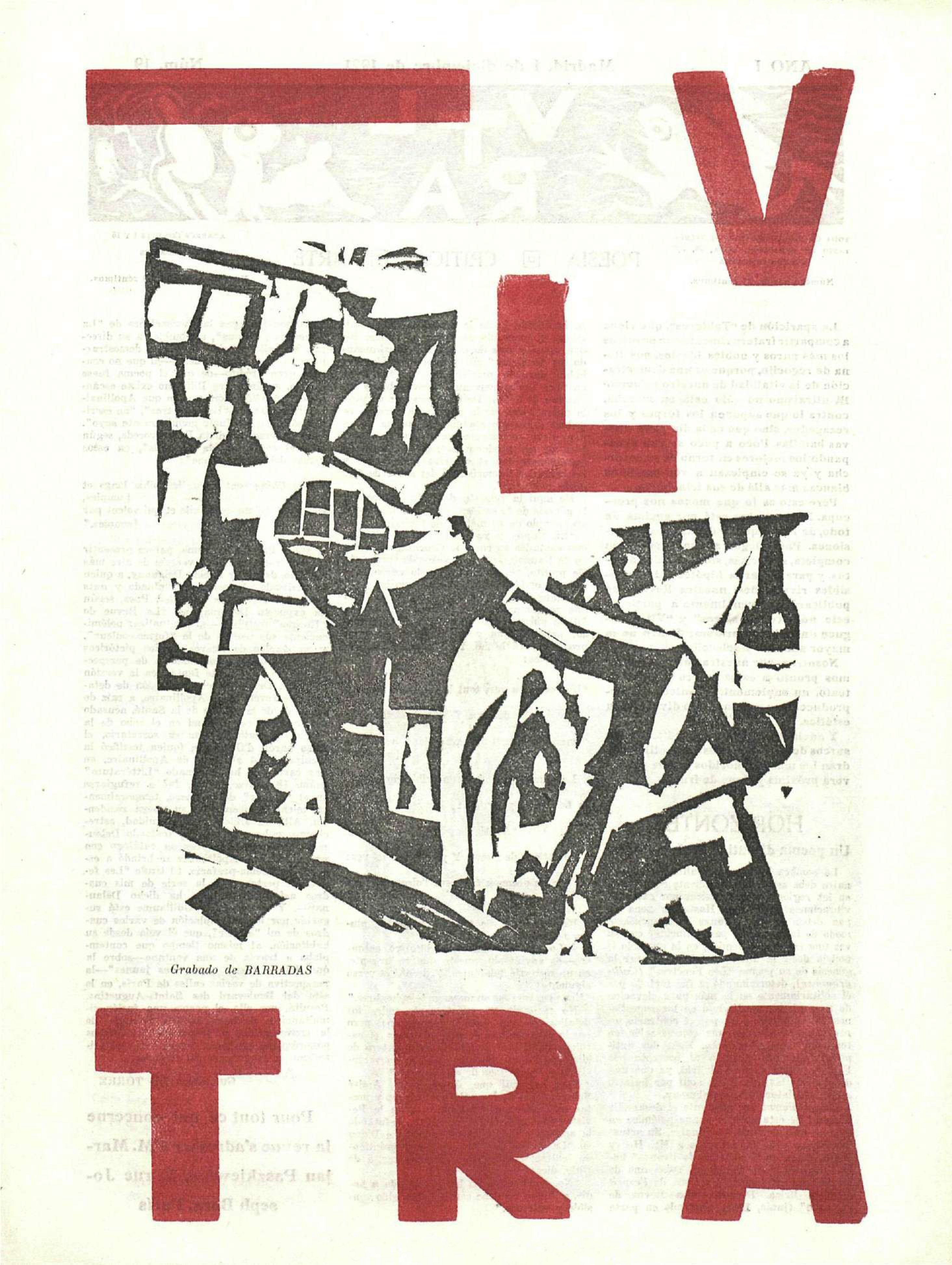
Portada de Vltra.

Con origen en España y una significativa recepción en Argentina, particularmente en la obra temprana de Jorge Luis Borges, el ultraísmo aboga por la depuración del lenguaje poético, eliminando elementos ornamentales y sentimentalismos. Prioriza la metáfora como núcleo esencial y busca la renovación expresiva mediante la incorporación de neologismos, tecnicismos y palabras esdrújulas. Fue cultivado por Rafael Cansinos Assens, Guillermo de Torre, Oliverio Girondo.

### Estridentismo
Movimiento originario de México que fusionó la experimentación vanguardista con una aguda crítica social y política. Los estridentistas manifestaron una exaltación de la modernidad urbana, la maquinaria y la tecnología, adoptando una postura provocadora y a menudo humorística. Fue propuesto por Manuel Maples Arce, Germán List Arzubide, Arqueles Vela, Salvador Gallardo y Luis Quintanilla.

### Nadaísmo
Surgido en Colombia durante la posguerra, este movimiento se distinguió por su actitud nihilista y su rechazo radical a las convenciones literarias y sociales establecidas. El nadaísmo se caracterizó por el empleo del humor negro, la irreverencia y la crítica a la burguesía y al orden social imperante. Fue propuesto por Gonzalo Arango, Jaime Jaramillo Escobar, Eduardo Escobar, Jotamario Arbeláez y Fanny Buitrago.

### Modernismo

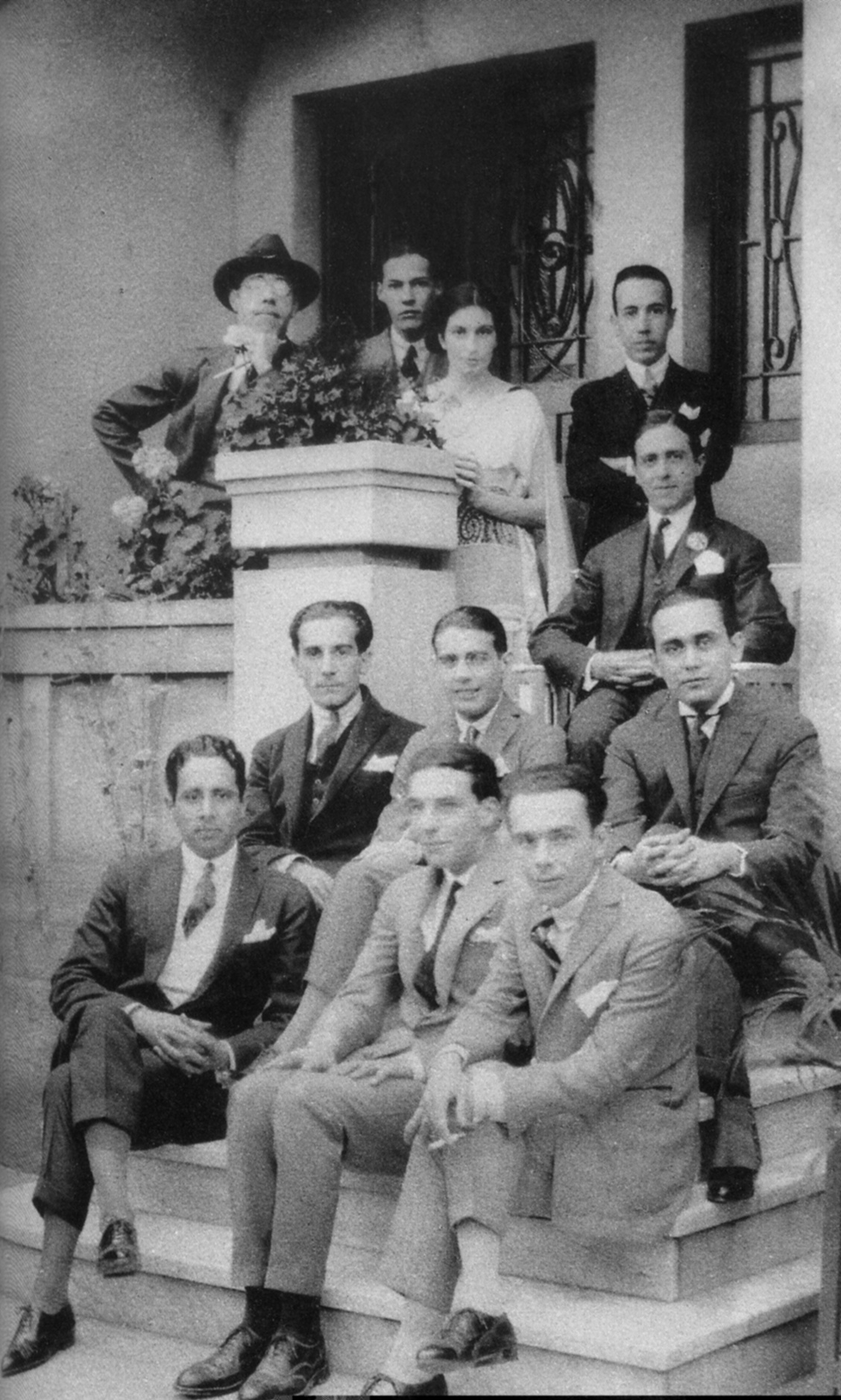
Mário de Andrade (primero a la izquierda, arriba), Rubens Borba de Moraes (sentado, segundo de izquierda a derecha) y otros modernistas de 1922.

No se debe confundir con el modernismo literario en Hispanoamérica, el modernismo fue un movimiento artístico brasileño relacionado con las vanguardias. Tuvo sus inicios con la Semana de Arte Moderno de 1922, tuvo como figuras centrales a Mário de Andrade, intelectual y teórico clave; Oswald de Andrade, poeta y autor de los manifiestos Pau-Brasil y Antropófago; Manuel Bandeira, poeta que renovó el lenguaje poético con un tono coloquial; y las pintoras Anita Malfatti y Tarsila do Amaral, quienes introdujeron y desarrollaron un lenguaje visual moderno con influencias de las vanguardias europeas y temas brasileños, marcando un quiebre con el academicismo y sentando las bases para una nueva expresión artística nacional.

## Géneros literarios
Además de los conocidos -ismos, durante la vanguardia también se propusieron nuevos géneros literarios, en lugar de crear escuelas a través de manifiestos artísticos. Entre los principales ejemplos encontramos la greguería, el micrograma, la adaptación del caligrama europeo, la poesía en prosa y el teatro experimental.

### Greguería
Propuesto por Ramón Gómez de la Serna, constituye una expresión concisa y prosaica. Definida por su autor como "metáfora + humor", se manifiesta en una frase breve que busca transgredir la percepción ordinaria de la realidad a través de asociaciones insólitas y juegos de ingenio. Su objetivo principal es desautomatizar la mirada del lector, revelando perspectivas novedosas sobre lo familiar. Al fracturar las estructuras lingüísticas y lógicas convencionales, la greguería encarna la aspiración vanguardista por la innovación, la sorpresa y la revitalización de la expresión artística.

### Micrograma

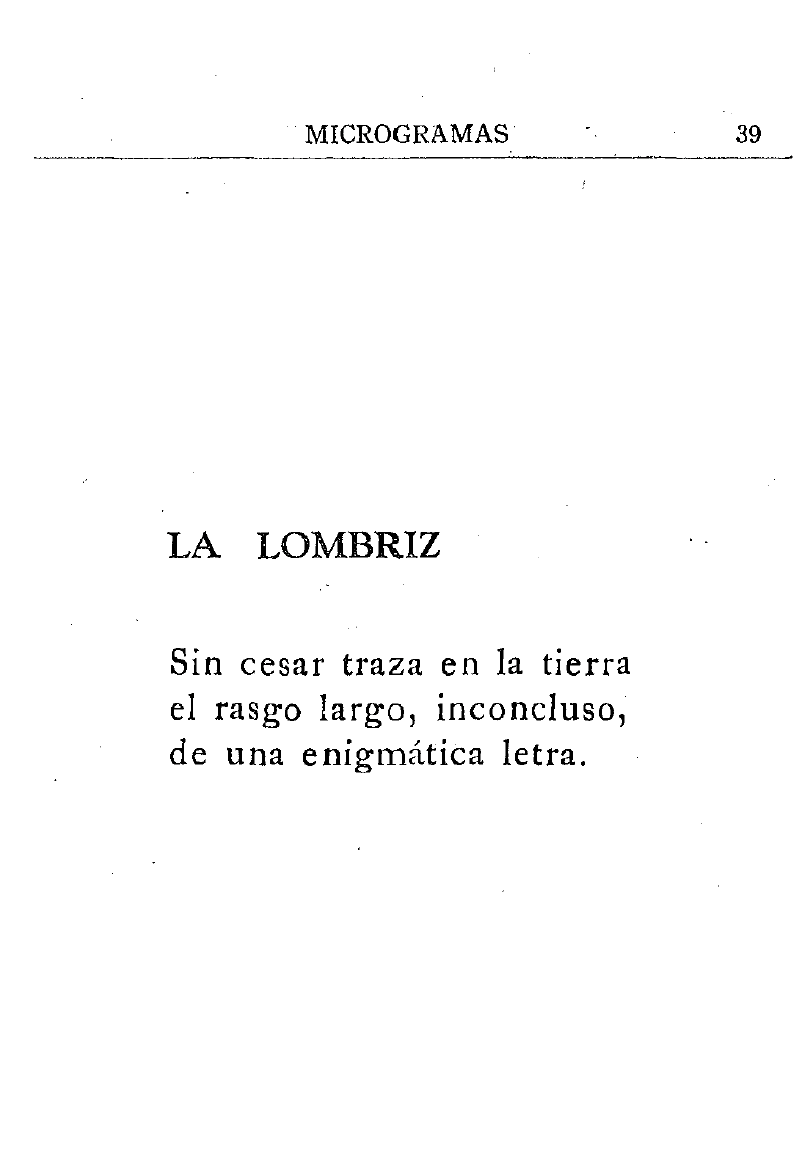
Micrograma de Carrera Andrade

Propuesto por Jorge Carrera Andrade, se inscribe dentro de las vanguardias como una forma poética breve e intensa.  El micrograma busca capturar una imagen, una sensación o una idea de manera fulgurante, a menudo empleando un lenguaje depurado y el uso riguroso de la metáfora. Su valor vanguardista reside en su experimentación con la brevedad extrema, su capacidad para sugerir más de lo que dice explícitamente y su búsqueda de una expresión poética esencial y despojada de elementos superfluos que a su vez forman parte de un sistema. A través de los microgramas, el poeta cumple el rol de "cronista del cosmos".

### Caligramas y poemas en prosa
Propuesto por inicialmente por el francés Apollinaire, tuvo mucha influencia en iberoamérica como una forma de fusionar poesía y artes visuales y fueron cultivados por Huidobro, con su famoso "Triángulo armónico", Guillermo de Torre y Hugo Mayo. Además, el poema en prosa, liberado de la estructura versal pero rico en lirismo fueron cultivados por César Vallejo y Oliverio Girondo.

### Teatro experimental
Dentro de esta categoría destacó el teatro breve, que subvertía las convenciones dramáticas fue cultivado por Vicente Leñero. Además otra muestra importante fue el teatro lírico y surrealista de Gonzalo Escudero, en "Paralelogramo".

## Influencia
Algunos referentes literarios de esta época son los poetas Gabriela Mistral, César Vallejo, Vicente Huidobro, Oliverio Girondo, Oswald de Andrade, Mário de Andrade, José Antonio Ramos Sucre y las primeras etapas de Jorge Luis Borges, Pablo Neruda y Carrera Andrade
Además de los referentes más importantes, existen muchos otros autores que pueden considerarse vanguardistas. Un caso ejemplar es el de Omar Cáceres, cuyo único poemario, Defensa del ídolo (1934), es considerada un caso de vanguardismo paradigmático.
Entre los narradores más importantes de la primera vanguardia se encuentran Arturo Uslar Pietri con textos como Barrabás y otros relatos (1928), y Las lanzas coloradas (1931), Julio Garmendia con La tienda de muñecos (1927), los cuentos de Felisberto Hernández, Pablo Palacio, o Roberto Arlt y Macedonio Fernández con Papeles de Recienvenido (1929) y Una novela que comienza (1940).
Una segunda vanguardia narrativa surge a partir de la década de los 50 y producirá obras como La mano junto al muro (1952) y El falso cuaderno de Narciso Espejo (1952) de Guillermo Meneses, Andariegos (1956) de José Rumazo González, Rayuela (1963) de Julio Cortázar, o Museo de la novela de la Eterna (1967) de Macedonio Fernández o Escalera para Electra (1970) de Aída Cartagena Portalatín.